# Свято-Георгиевская церковь (Витебск)
Свято-Георгиевская церковь — православный храм в Витебске. Построен в 1990-е годы по проекту архитектора Ю. Г. Соколовского, основой стало здание бывшего пожарного депо. Настоятель — протоиерей Николай Коляда. Открыта в 1997 году. На первом этаже находится церковь Святого Николая Чудотворца, на втором — церковь покровителя воинов Святого великомученика Георгия Победоносца. Относится к Алексеевскому благочинию г. Витебска.

## Архитектура
В одном здании, несущем черты русского стиля, совмещены двупрестольный храм и церковная администрация. Центральный кубоподобный объём сооружения завершает четверик с восьмигранным световым барабаном, несущим купол лукоподобной формы. Двухъярусная четырёхгранная шатровая звонница размещена нетрадиционно — с правой стороны полукруглой апсиды. Плоскости фасадов разделены на два этажа маленькими арочными оконными проёмами.
Перекрытие молитвенного зала нижней церкви, расчленённого двумя тройными аркатурами на 3 части (трапезная, собственно молитвенный зал, апсида, выделенная двухъярусным иконостасом), — бочкоподобное на металлических балках. Молитвенный зал основного храма, размещённого на втором этаже, перекрыт плоским потолком, в него открывается световой барабан. Прямоугольную апсиду выделяет двухъярусный деревянный иконостас.